# Szerecseny
Szerecseny è un comune di 913 abitanti situato nella contea di Győr-Moson-Sopron, nell'Ungheria nordoccidentale.